# مارا لوبيز
مارا لوبيز (بالإنجليزية: Mara Lopez)‏ هي متركمجة ‏ وممثلة أمريكية، ولدت في 20 مايو 1991 في سان بابلو في الولايات المتحدة.

## وصلات خارجية
- مارا لوبيز على موقع IMDb (الإنجليزية)
- مارا لوبيز على موقع قاعدة بيانات الفيلم (الإنجليزية)